# Ádám Szalai
Adam Szalai (Boedapest, 9 december 1987) is een voormalig Hongaars voetballer die als aanvaller speede. Szalai debuteerde in 2009 in het Hongaars voetbalelftal, later werd hij assistent bondscoach bij Hongarije.

## Clubcarrière
Szalai begon met voetballen bij Budapest Honvéd FC in de wijk Kispest in het zuiden van zijn geboorteplaats Boedapest en speelde tevens bij Újpest FC alvorens hij in 2004 de overstap naar de jeugd van VfB Stuttgart maakte. Al na een jaar haalde Real Madrid hem naar Spanje, waar hij bij Castilla werd ondergebracht. Nadat Szalai niet tot de eerste selectie van Real Madrid wist door te dringen, wist FSV Mainz hem naar Rheinhessen te halen. In zijn tweede seizoen bij Mainz brak hij definitief door en werd als een van de leden van de zogenaamde "Boygroup" (samen met Lewis Holtby en André Schürrle) een van de populairste spelers van de club uit Rheinland-Pfalz. Op de 20e speeldag kwam er echter een voorlopig einde aan de steil opgaande lijn in zijn carrière. Bij een botsing met doelman Tobias Sippel van 1. FC Kaiserslautern scheurde Szalai een kruisband, wat meteen het seizoenseinde voor hem betekende.
Na de winterstop in het seizoen 2011/12 keerde Szalai terug in de basis van FSV Mainz '05 en vormde een succesvol aanvalsduo met de Egyptenaar Mohamed Zidan, die kon profiteren van targetman Szalai naast hem. Tijdens de zomerstop van 2013 maakte hij de overstap van Mainz naar Schalke 04. De club betaalde circa 8 miljoen euro voor de Hongaarse spits. Na één seizoen bij Schalke tekende Szalai bij Hoffenheim , dat hem gedurende de tweede helft van het seizoen 2015/16 verhuurde aan Hannover 96.. In 2019 keerde hij terug naar Mainz 05. In 2022 verkaste hij nog naar FC Basel, waarna hij in 2023 zijn carrière afsloot.

## Clubstatistieken
| Seizoen         | Club                 | Competitie         | Competitie | Competitie | Beker | Beker | Europa | Europa | Totaal | Totaal |
| Seizoen         | Club                 | Competitie         | Wed.       | Dlp.       | Wed.  | Dlp.  | Wed.   | Dlp.   | Wed.   | Dlp.   |
| --------------- | -------------------- | ------------------ | ---------- | ---------- | ----- | ----- | ------ | ------ | ------ | ------ |
| 2006/07         | VfB Stuttgart II     | Regionalliga       | 33         | 5          | 0     | 0     | 0      | 0      | 33     | 5      |
| 2007/08         | Real Madrid Castilla | Segunda División B | ?          | ?          | 0     | 0     | 0      | 0      | ?      | ?      |
| 2008/09         | Real Madrid Castilla | Segunda División B | 37         | 19         | 0     | 0     | 0      | 0      | 37     | 19     |
| 2009/10         | Real Madrid Castilla | Segunda División B | ?          | ?          | 0     | 0     | 0      | 0      | ?      | ?      |
| 2009/10         | 1. FSV Mainz 05      | Bundesliga         | 15         | 1          | 0     | 0     | 0      | 0      | 15     | 1      |
| 2010/11         | 1. FSV Mainz 05      | Bundesliga         | 20         | 4          | 2     | 1     | 0      | 0      | 22     | 5      |
| 2011/12         | 1. FSV Mainz 05      | Bundesliga         | 15         | 3          | 0     | 0     | 0      | 0      | 15     | 3      |
| 2012/13         | 1. FSV Mainz 05      | Bundesliga         | 29         | 13         | 4     | 2     | 0      | 0      | 33     | 15     |
| 2013/14         | FC Schalke 04        | Bundesliga         | 28         | 7          | 3     | 0     | 9      | 2      | 40     | 9      |
| 2014/15         | TSG 1899 Hoffenheim  | Bundesliga         | 26         | 4          | 1     | 1     | 0      | 0      | 27     | 5      |
| 2015/16         | TSG 1899 Hoffenheim  | Bundesliga         | 4          | 0          | 1     | 0     | 0      | 0      | 5      | 0      |
| 2015/16         | → Hannover 96        | Bundesliga         | 12         | 0          | 0     | 0     | 0      | 0      | 12     | 0      |
| 2016/17         | TSG 1899 Hoffenheim  | Bundesliga         | 22         | 8          | 1     | 0     | 0      | 0      | 23     | 8      |
| 2017/18         | TSG 1899 Hoffenheim  | Bundesliga         | 18         | 5          | 0     | 0     | 2      | 0      | 20     | 5      |
| 2018/19         | TSG 1899 Hoffenheim  | Bundesliga         | 30         | 6          | 2     | 0     | 5      | 0      | 37     | 6      |
| 2019/20         | TSG 1899 Hoffenheim  | Bundesliga         | 0          | 0          | 1     | 1     | 0      | 0      | 1      | 1      |
| 2019/20         | 1. FSV Mainz 05      | Bundesliga         | 27         | 1          | 0     | 0     | 0      | 0      | 27     | 1      |
| 2020/21         | 1. FSV Mainz 05      | Bundesliga         | 18         | 1          | 2     | 1     | 0      | 0      | 20     | 2      |
| 2021/22         | 1. FSV Mainz 05      | Bundesliga         | 12         | 1          | 2     | 0     | 0      | 0      | 14     | 1      |
| 2021/22         | FC Basel             | Super League       | 12         | 4          | 0     | 0     | 0      | 0      | 12     | 4      |
| 2022/23         | FC Basel             | Super League       | 5          | 0          | 1     | 1     | 6      | 1      | 12     | 2      |
| Carrière totaal | Carrière totaal      | Carrière totaal    | 363        | 82         | 20    | 7     | 22     | 3      | 405    | 92     |

## Interlandcarrière
Szalai maakte op 11 februari 2009 zijn debuut in het Hongaars voetbalelftal in een oefeninterland tegen Israël. Hij nam in juni 2016 met Hongarije deel aan het EK 2016, zijn eerste eindtoernooi en het eerste voor de Hongaren sinds het WK 1986. Hongarije werd in de achtste finale uitgeschakeld door België (0–4), nadat het in de groepsfase als winnaar boven IJsland, Portugal en Oostenrijk was geëindigd. Szalai maakte in de eerste groepswedstrijd de eerste Hongaarse treffer van het toernooi, de 0–1 tegen Oostenrijk.

## Trainerscarrière
Na zijn loopbaan als speler werd Szalai assistent-bondscoach van Hongarije. Op 16 november 2024 werd hij tijdens een Nations League-wedstrijd tegen Nederland op de bank onwel, waarna hij werd gereanimeerd en naar het AMC in Amsterdam werd afgevoerd. Szalai bleek een epileptische aanval te hebben gehad en liet later die avond via Instagram weten dat hij in orde was.

## Erelijst
Individueel
- Hongaarse Gouden Bal

2012
1 Baumann  ·
2 Hranáč ·
3 Kadeřábek ·
4 Østigård ·
5 Kabak ·
6 Prömel ·
7 Bischof ·
8 Geiger ·
9 Bebou ·
13 Lenz ·
14 Orban ·
15 Gendrey ·
16 Stach ·
17 Tohumcu ·
18 Samassékou ·
19 Jurásek ·
20 Becker ·
21 Bülter ·
22 Prass ·
23 Hložek ·
25 Akpoguma ·
26 Tabaković ·
27 Kramarić ·
29 Touré ·
32 Busk ·
33 Moerstedt ·
34 N'Soki ·
35 Chaves ·
36 Petersson ·
52 Mokwa ·
53 Yardımcı ·
Coach: Ilzer
· Assistent-coach: Hübner
· Keeperstrainer: Stolz
1 Király ·
2 Lang ·
3 Korhut ·
4 Kádár ·
5 Fiola ·
6 Elek ·
7 Dzsudzsák ·
8 Nagy ·
9 Szalai ·
10 Gera ·
11 Németh ·
12 Dibusz ·
13 Böde ·
14 Lovrencsics ·
15 Kleinheisler ·
16 Pintér ·
17 Nikolić ·
18 Stieber ·
19 Priskin ·
20 Guzmics ·
21 Bese ·
22 Gulácsi ·
23 Juhász ·
Coach: Bernd Storck
1 Gulácsi ·
2 Lang ·
3 Kecskés ·
4 Attila Szalai ·
5 Fiola ·
6 Orban ·
7 Nego ·
8 Nagy ·
9 Ádám Szalai  ·
10 Cseri ·
11 Holender ·
12 Dibusz ·
13 Schäfer ·
14 Lovrencsics ·
15 Kleinheisler ·
16 Gazdag ·
17 R. Varga ·
18 Sigér ·
19 K. Varga ·
20 Sallai ·
21 Botka ·
22 Bogdán ·
23 Nikolić ·
24 Schön ·
25 Hahn ·
26 Bolla ·
Coach: Rossi